# لوتار تومس
لوتار تومس (آلمانی: Lothar Thoms; ۱۸ مهٔ ۱۹۵۶ – ۵ نوامبر ۲۰۱۷) دوچرخه‌سوار اهل آلمان بود.
وی در مسابقات کشوری و بین‌المللی در مجموع برندهٔ ۱ مدال طلا شده‌است.